# Samborondón
Samborondón – miasto w Ekwadorze, w prowincji Guayas, stolica kantonu Samborondón.

## Opis
Miejscowość została założona w 1776 roku. Patronem miasta jest Święta Anna i Święty Joachim. Obecnie Samborondón jest miastem satelickim wchodzącym w skład aglomeracji Guayaquil.